# Surinaamse goudrat
De Surinaamse goudrat (Echimys chrysurus) is een zoogdier uit de familie van de stekelratten (Echimyidae). De wetenschappelijke naam van de soort werd voor het eerst geldig gepubliceerd door Zimmermann in 1780.

## Verspreidingsgebied
De soort komt voor in de Guiana's -waaronder Suriname- tot in het gebied van de benedenloop van de Amazone in Brazilië. De Surinaamse goudrat wordt onder andere op de Brownsberg gevonden.
Het is een nachtdier dat in bomen leeft. Het voedt zich waarschijnlijk met fruit en bladeren. Het dier is vrij groot. De lichaamslengte varieert van 24–30 cm en de staartlengte van 30–37 cm. De vacht op zijn rug bevat brede platte stekels en hij heeft een wit-gele bles op zijn kop waaruit hij te herkennen is.